# Aleurolobus teucrii
Aleurolobus teucrii es un hemíptero de la familia Aleyrodidae, con una subfamilia: Aleyrodinae.
Fue descrita científicamente por primera vez por Mifsud & Palmeri en 1996.